# Вулиця Народного Руху (Чернігів)
Вулиця Народного Руху — вулиця в Новозаводському районі міста Чернігова, в історичній місцевості (районі) Шерстянка. Пролягає від вулиць Степана Бандери і Текстильників до перехрестя вулиці Івана Мазепи і Михайло-Коцюбинського шосе.
Прилучаються вулиці Дмитра Самоквасова, Робоча, Леоніда Пашина, Світанкова, Слов'янська, Славутицька, Новий провулок (Павлівка).

## Історія
Козлянська вулиця — в честь колишньої назви Михайло-Коцюбинського Козел — прокладена в 1930-і роки. Після спорудження залізниці до села Козел, дорогу проклали в іншому місці, а стара дорога, яка вже іменувалася Старокозлянська почала поступово забудовуватися.
У 1955 році заснований «Ремонтно-механічний завод» Головного управління лісозаготівельних організацій Міністерства міського та сільського будівництва УРСР. Спочатку підприємство займалося ремонтом автомобілів і тракторів. У період 1976—1977 роки проведено реконструкцію, побудований ряд нових корпусів. З 1977 року називається «Чернігівський завод металоконструкцій і металлооснащення» (будинок № 1), а з 1984 року був експериментальним заводом Головного управління механізації будівництва Міністерства промислового будівництва УРСР.
У 1960 році вулиця отримала назву на честь російського і радянського філософа, винахідника, засновника теоретичної космонавтики Костянтина Едуардовича Ціолковського.
З метою проведення політики очищення від топонімів, які возвеличують, увіковічують, пропагандують або символізують російську федерацію і республіку білорусь, 10 липня 2024 року вулиця отримала сучасну назву — на честь політичної партії сучасної України Народного Руху України

## Забудова
Вулиця пролягає в південно-західному напрямку, змінюючи кути напрямку між більш західним або більш південним. Початок вулиці (до примикання вулиці Леоніда Пашина) зайнято територією промислових (завод будматеріалів № 2), комунальних (ПМК — пересувна механізована колона, БРУ — будівельні організації), складських (бази постачання), спеціальних підприємств, крім парної сторони від початку до примикання вулиці Дмитра Самоквасова — багатоповерхової житлової забудови (5-9-поверхові будинки). Після примикання вулиці Леоніда Пашина парна сторона зайнята територією промислових (асфальтобетонний завод), комунальних (АТП — автотранспортні), складських підприємств, непарна — не забудована. На захід від цієї ділянки розташований район з індивідуальною забудовою Астра і село Павлівка, кінець вулиці служить адміністративним кордоном Чернігівської міськради з Чернігівським районом.
Північно-західний кут вулиць Ціолковського та Леоніда Пашина займає урочище і міський лісопарк Подусівка — охоронна зона пам'ятки історії місцевого значення «Меморіальний комплекс на честь мирних жителів, розстріляних фашистами: братські могили 15000 мирних жителів, розстріляних в 1941—1943 роках і пам'ятник жертвам фашизму», відкритий в 1975 році .
Установи:
1. будинок № 1 — Чернігівський завод металоконструкцій і металлооснащення
2. будинок № 6 — дитсадок № 2
3. будинок № 8 — комплексна дитячо-юнацька школа № 2
4. будинок № 9 — «Черніговголовпостач»
5. будинок № 11 — завод будматеріалів № 2
6. будинок № 30 — хлібозавод (Рига-хліб)
7. будинок № 41 — асфальтобетонний завод